# 松本薰
松本薰（日语：まつもと かおり，1987年9月11日—），日本柔道运动员，2012年夏季奥林匹克运动会中获得女子57公斤級金牌。2016年奥运，她在该项目上获得铜牌，未能成功卫冕。